# Selery
Selery (Apium L.) – rodzaj roślin z rodziny selerowatych (baldaszkowatych). Obejmuje 12 gatunków. Większość z nich rośnie w Ameryce Południowej i tylko selery zwyczajne A. graveolens są szeroko rozpowszechnione (rosną dziko w Europie, poza tym powszechnie są uprawiane, także w Polsce), a A. prostratum rośnie w Australii i Nowej Zelandii. Dawniej zaliczano tu także przedstawicieli rodzaju pęczyna Helosciadium i Cyclospermum, ale okazali się oni odlegle spokrewnieni i są wyodrębniani do osobnych rodzajów i nawet plemion w obrębie selerowatych.
Selery zwyczajne A. graveolens są od dawna znaną i uprawianą rośliną jadalną, przyprawową i leczniczą.

## Morfologia
PokrójNagie i aromatyczne rośliny zielne; dwuletnie i byliny z kwiatostanami w postaci baldachów złożonych usytuowanych szczytowo lub pozornie bocznie na pędach.
LiściePojedynczo lub podwójnie trójdzielne lub pierzasto złożone. Odcinki liści szerokie, jajowate do lancetowatych, piłkowane lub klapowane.
KwiatyW obrębie kwiatostanów składających się z nielicznych baldaszków brak pokryw i pokrywek. Działki kielicha silnie zredukowane. Płatki korony białe lub zielonkawe, u nasady zwężone, w górnej części zaokrąglone lub jajowate, całobrzegie lub wycięte na wierzchołku i z łatką skierowaną do wnętrza kwiatu.
OwoceNagie, podługowate lub okrągławe i z boku spłaszczone rozłupnie.

## Systematyka
Pozycja systematyczna
Rodzaj należący do podrodziny Apioideae Seemann, rodziny selerowatych (Apiaceae Lindl.), rzędu selerowców (Apiales Lindl.), kladu astrowych w obrębie okrytonasiennych. Dawniej zaliczano tu także przedstawicieli rodzaju pęczyna Helosciadium i Cyclospermum, ale analizy molekularne wykazały, że należą oni nie tylko do innych rodzajów, ale nawet plemion w obrębie selerowatych.
Wykaz gatunków
- Apium annuum P.S.Short
- Apium australe Thouars
- Apium chilense Hook. & Arn.
- Apium commersonii DC.
- Apium fernandezianum Johow
- Apium graveolens L. – selery zwyczajne
- Apium insulare P.S.Short
- Apium larranagum M.Hiroe
- Apium panul (Bertero ex DC.) Reiche
- Apium prostratum Labill. ex Vent.
- Apium santiagoensis M.Hiroe
- Apium sellowianum H.Wolff